# Фатиев, Мурад Йемен оглы
Мурад Йемен оглы Фатиев (азерб. Murad Yəmən oğlu Fətiyev; род. 4 февраля 1999) — азербайджанский дзюдоист. Бронзовый призёр чемпионата Европы 2025 года. Участник Олимпийских игр 2020 года. Член сборной Азербайджана по дзюдо. Чемпион Азербайджана (2024).

## Карьера
Мурад Фатиев родился 4 февраля 1999 года. Учится в Бакинском государственном университете.
Выступает за клуб «Нефтчи» из Баку. Тренируется под руководством Эльхана Мамедова.
На детском уровне выступал на кубках Европы с 2015 года. Выиграл бронзовую медаль на Кубке Европы в Фуэнхироле. На юниорском уровне первую медаль завоевал на Кубке Европы в Праге в 2017 году. В этом же году стал вторым на чемпионате Азербайджана среди дзюдоистов до 23 лет.
На юниорском чемпионате Европы 2017 завоевал серебряную медаль. На юниорском чемпионате мира в Загребе выступал в категории до 73 килограммов и стал 17-м.
В 2018 году выиграл медали юниорских Кубков мира: бронзу в Санкт-Петербурге и серебро в Праге. На юниорском чемпионате Европы 2018 года стал бронзовым призёром. На юниорском чемпионате мира в Нассау занял девятое место.
На Гран-при в Тель-Авиве 2019 года добрался до стадии четвертьфинала, заняв итоговое пятое место. В том же году выиграл золотую медаль на взрослом Кубке Европы в Оренбурге, стал пятым на чемпионате мира среди юниоров 2019 и выиграл бронзу на турнире в Перте. На чемпионате мира среди юниоров в Марракеше занял пятое место. В декабре этого же года выиграл взрослый чемпионат Азербайджана в весе до 81 кг.
На чемпионате Европы среди взрослых в 2020 году стал седьмым.
В 2021 году завоевал три бронзовые медали на турнирах Большого шлема в Анталье, Тбилиси и Казани. На чемпионате мира в Будапеште в 2021 году стал 17-м и вошёл в состав сборной Азербайджана по дзюдо для участие на Олимпийских играх в Токио.
На дебютных для себя Играх Фатиев в первом раунде должен был встретиться с Фредериком Харрисом из Сьерра-Леоне, но так как имя его соперника впоследствии оказалось вычеркнуто, Фатиев прошёл дальше без борьбы. В 1/8 финала он встретился с чемпионом мира 2018 года Саидом Моллаеи из Монголии. Основное время поединка не выявило победителя, в дополнительное же время Фатиев, проводя приём, сам попался на контратаку соперника и проиграл.
В феврале 2023 года Мурад Фатиев завоевал серебряную медаль на турнире «Большого шлема» в Париже. В ноябре этого же года он выиграл открытый турнир Океании, который проходил в Перте. Однако по причине недостаточно высокого уровня подготовки он в январе 2024 года вынужден был пропустить Гран-при Португалии, а в феврале — турнир «Большого шлема» в Париже.
На турнире Большого шлема 2024 в Баку завоевал золотую медаль.
В составе клуба Турции «Измир Беюкшехер Беледийеси» выиграл бронзовые награды командного чемпионата Турции.
В декабре 2024 года завоевал золотую медаль на чемпионате Азербайджана по дзюдо.
В апреле 2025 года на чемпионате Европы в Подгорице в весовой категории до 90 кг стал обладателем бронзовой медали. В схватке за третье место одолел соперника из Франции Алексиса Матье.